# Amblyteles flavopictus
Amblyteles flavopictus là một loài tò vò trong họ Ichneumonidae.